# Биодэ, Эва
Э́ва Ри́та Ка́тарина Би́одэ (фин. Eva Rita Katarina Biaudet; 27 февраля 1961, Хельсинки, Финляндия) — финский политик, член Шведской народной партии, омбудсмен по делам меньшинств в Финляндии, омбудсмен ОБСЕ по противодействию торговле людьми; кандидат на выборах президента Финляндии 2012 года.
В июне 2011 года Биодэ стала лауреатом премии «2011 Hero Acting to End Modern Day Slavery» (премия «Героическая борьба за прекращение современного рабства-2011»).
Встречаются различные варианты написания как её имени (Эва, Ева), так и фамилии (Биодэ, Биоде).

## Биография
Родилась 27 февраля 1961 года в Хельсинки, в Финляндии.

### Политическая деятельность
С 1991 по 2006 годы была членом Парламента Финляндии (в 2006 году в Парламенте её заменил Йорн Доннер).
С 15 апреля 1999 по 13 апреля 2000 года и с 19 апреля 2002 по 16 апреля 2003 года была министром коммунального хозяйства в Правительстве Липпонена.
С 1989 по 1996 годы была членом городского совета Хельсинки, а с 1990 по 1994 годы — Вице-президентом Шведской народной партии.
В 2006 году на президентских выборах в Финляндии во втором туре поддержала Тарью Халонен.
В 2010 году назначена омбудсменом по делам меньшинств в Финляндии на пятилетний период.
30 августа 2011 года была выдвинута от Шведской народной партии в качестве кандидата на пост президента на выборах президента Финляндии 2012 года.
В 2013 году выступила патроном ежегодно проводимого в Хельсинки Helsinki Pride — мероприятия, направленного на защиту прав человека, распространение информации об ЛГБТ-сообществе, а также поддержке и защите гражданского равноправия для всех людей вне зависимости от сексуальной ориентации.

## Семья
- Дочь — Аманда (р. 1991)
- Дочь — Юлия (р. 1991)
- Сын — Дэвид (р. 1992)
- Сын — Симон (р. 2000)